# Lebam
Lebam – jednostka osadnicza w Stanach Zjednoczonych, w stanie Waszyngton, w hrabstwie Pacific.